# Navibank Sài Gòn FC
Der Navibank Sài Gòn FC (vietnamesisch Câu lạc bộ bóng đá Navibank Sài Gòn) war ein Fußballverein aus Ho-Chi-Minh-Stadt, der zuletzt in der höchsten vietnamesischen Liga, der V.League 1, spielte.
Der Verein wurde 2009 gegründet und 2012 wieder aufgelöst.

## Erfolge
- Vietnamesischer Fußballpokal: 2011

## Stadion

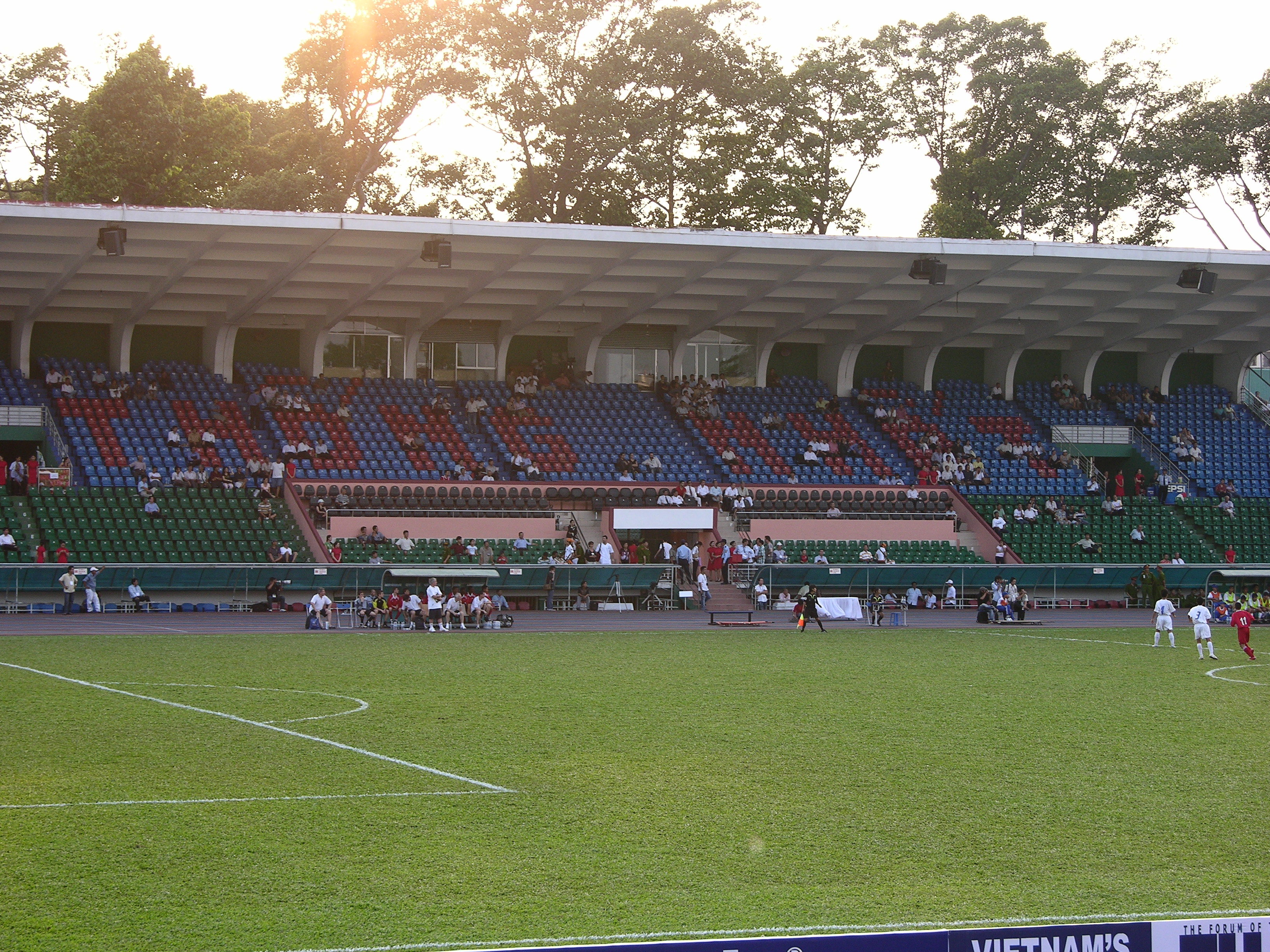
Thống Nhất Stadium

Seine Heimspiele trug der Verein im Thống Nhất Stadium in Ho-Chi-Minh-Stadt aus. Das Stadion hat ein Fassungsvermögen von 16.000 Personen.
Koordinaten: 10° 45′ 38,5″ N, 106° 39′ 48″ O

## Saisonplatzierung
| Saison | Liga       | Platz | Vietnamese Cup |
| ------ | ---------- | ----- | -------------- |
| 2010   | V.League 1 | 13.   | 1. Runde       |
| 2011   | V.League 1 | 8.    | Sieger         |
| 2012   | V.League 1 | 7.    | Achtelfinale   |

## Ehemalige Spieler
| - Nguyễn Thế Anh - Nguyễn Huỳnh Quốc Cường - Phan Văn Santos - Nguyễn Thành Long Giang - Đoàn Việt Cường - Nguyễn Cao Thiện - Nguyễn Anh Tuấn - Lê Quang Long - Nguyen Minh Triết - Cao Quang Hướng | - Đinh Vũ Hàn Phong - Nguyễn Duy Khanh - Nguyễn Văn Khải - Đặng Khánh Lâm - Phan Văn Tài Em - Huỳnh Đức Nghĩa - Nguyễn Quang Hải - Lương Văn Được Em - Nguyễn Văn Nghĩa - Đậu Ngọc Tân | - Trương Văn Hải - Trần Trường Giang - Nguyễn Văn Khải - Hoàng Văn Tiến - Vincent Bossou - Nirut Surasiang - Aniekan Ekpe Okon - Ricardinho - Willis Plaza - Edison Fonseca | - Leandro Cruz - Márcio Giovanini - Joseph Ochaya - Kirizestom Ntambi - François Endene - Jose Emidio de Almeida |  |